# Melangyna
Melangyna is een vliegengeslacht uit de familie van de zweefvliegen (Syrphidae).

## Soorten
- M. arctica (Zetterstedt, 1838)
- M. barbifrons

Vroeg elfje (Fallen, 1817)
- M. cincta

Spits elfje (Fallen, 1817)
- M. coei Nielsen, 1971
- M. compositarum

Zomerelfje (Verrall, 1873)
- M. compositarus (Verrall, 1873)
- M. ericarum (Collin, 1946)
- M. fisherii (Walton, 1911)
- M. geniculatus (Macquart, 1842)
- M. guttata (Fallen, 1817)
- M. labiatarum

Wimperzomerelfje (Verrall, 1901)
- M. lasiophthalma

Wilgenelfje (Zetterstedt, 1843)
- M. lucifera Nielsen, 1980
- M. maculifrons (Bigot, 1884)
- M. mediaconstricta (Fluke, 1930)
- M. nudifrons (Curran, 1925)
- M. quadrimaculata

Donker elfje Verrall, 1873
- M. subfasciatus (Curran, 1925)
- M. triangulifera (Zetterstedt, 1843)
- M. umbellatarum

Melkelfje (Fabricius, 1794)
- M. vespertina Vockeroth, 1980